# Maabatli
Muarrata  (tiếng tiếng Thổ Nhĩ Kỳ: Muarrata, tiếng Ả Rập: معراتة, đã Latinh hoá: Muarrata), Hoặc Maabatlı (tiếng Ả Rập: معبطلي, đã Latinh hoá: Maabatli hay Mobetan), còn được gọi là Mabeta là một thị trấn ở phía bắc Syria, một phần hành chính của Tỉnh Aleppo, nằm ở phía tây bắc Aleppo ở trung tâm Quận Afrin. Các địa phương gần đó bao gồm Afrin ở phía đông nam, Rajo ở phía tây bắc và Jindires ở phía nam. Thị trấn cũng là trung tâm hành chính của Maabatli nahiyah của quận Afrin với tổng dân số 11.741 người. Trước đây do YPG kiểm soát từ năm 2012 như một phần của bang Afrin, lực lượng Quân đội Syria Tự do được Thổ Nhĩ Kỳ hậu thuẫn đã kiểm soát thành phố cùng với trung tâm thành phố Afrin vào ngày 18 tháng 3 năm 2018.

Maabatli là trung tâm hành chính của Nahiya Maabatli của quận Afrin.

Phần lớn cư dân của nó là người dân tộc Thổ Nhĩ Kỳ cũng là người Alevis người Kurd.